# Apol·lòdot I
Apol·lòdot I Soter (grec antic: Απολλόδοτος ὁ Σωτήρ Apol·lòdot el Salvador) fou un rei Indogrec (vers 180 aC - 160 aC) que va governar als Paropamísades, Panjab, Sind i almenys part del Gujarat des de Tàxila.
Apol·lòdot no fou el primer a encunyar monedes en dues llengües fora de Bactriana però fou el primer que va governar només territoris indis i pot ser considerat el fundador del Regne Indogrec. Segons W.W. Tarn, Apol·lòdot fou un general de Demetri I de Bactriana, el rei grec de Bactriana que va envair el nord-oest de l'Índia després del 180 aC. Tarn no està segur de si era un membre de la casa reial. Autors posteriors estan en general d'acord amb Tarn però no es pot determinar quina mena de rei fou, ja que les seves monedes no donen pistes.
Apol·lòdot fou succeït a l'Índia per Antímac II o bé els dos reis foren contemporanis. Antímac II, possible fill d'Antímac I, governaria els territoris occidentals propers a Bactriana. Si això fou així, llavors Apol·lòdot I fou succeït per Menandre I; els dos reis són esmentats per Pompeu Trogus com dos reis grecs de l'Índia de gran importància El periplus també testifica del regnat d'Apol·lòdot però l'anomena Apol·lodor.

## Monedes

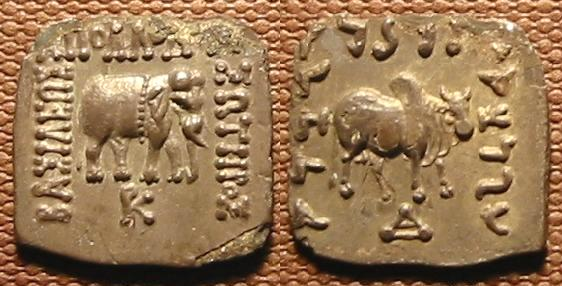
Moneda d'Apol·lòdot.
davant: Elefant sagrat i paraules gregues ΒΑΣΙΛΕΩΣ ΑΠΟΛΛΟΔΟΤΟΥ ΣΩΤΗΡΟΣ, "Rei Salvador Apol·lòdot".
darrera Brau amb l'iinscripció kharoshti MAHARAJASA TRATARASA APALADATASA, "Rei Salvador Apol·lòdot".
mesura: 15 mm, pes 1,4 grams.

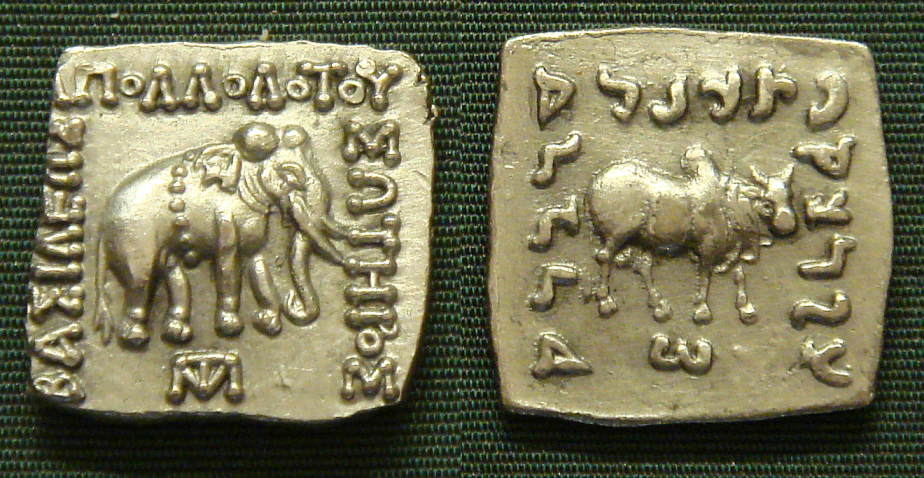
Moneda.

Les monedes d'Apol·lòdot, junt amb les de Menandre, són de les més abundants dels reis indogrecs. Es troben principalment al Panjab, Sind i Gujarat. Estrabó descriu l'ocupació de Patalene (Delta de l'Indus). Sind segurament fou dominat totalment però no es pot establir fins on va arribar al Gujarat on governaven els satavahanes. Apol·lòdot va encunyar un gran nombre de monedes bilingües amb el títol reial i alguns animals de significat incert. L'elefant podira ser el símbol de Tàxila o un símbol budista (l'elefant blanc); el brau sagrat seria el símbol de la ciutat de Pushkhalavati, o una representació de Siva i, per tant, un símbol hinduista
Apol·lòdot també va emetre moneda monolingüe, tetradracmes àtics, suposadament per a Bactriana. En aquestes el rei porta la gorra macedònia (la kausia) i al darrere hi ha Atenea Pal·les amb Nike.